# 北京师范大学天文系

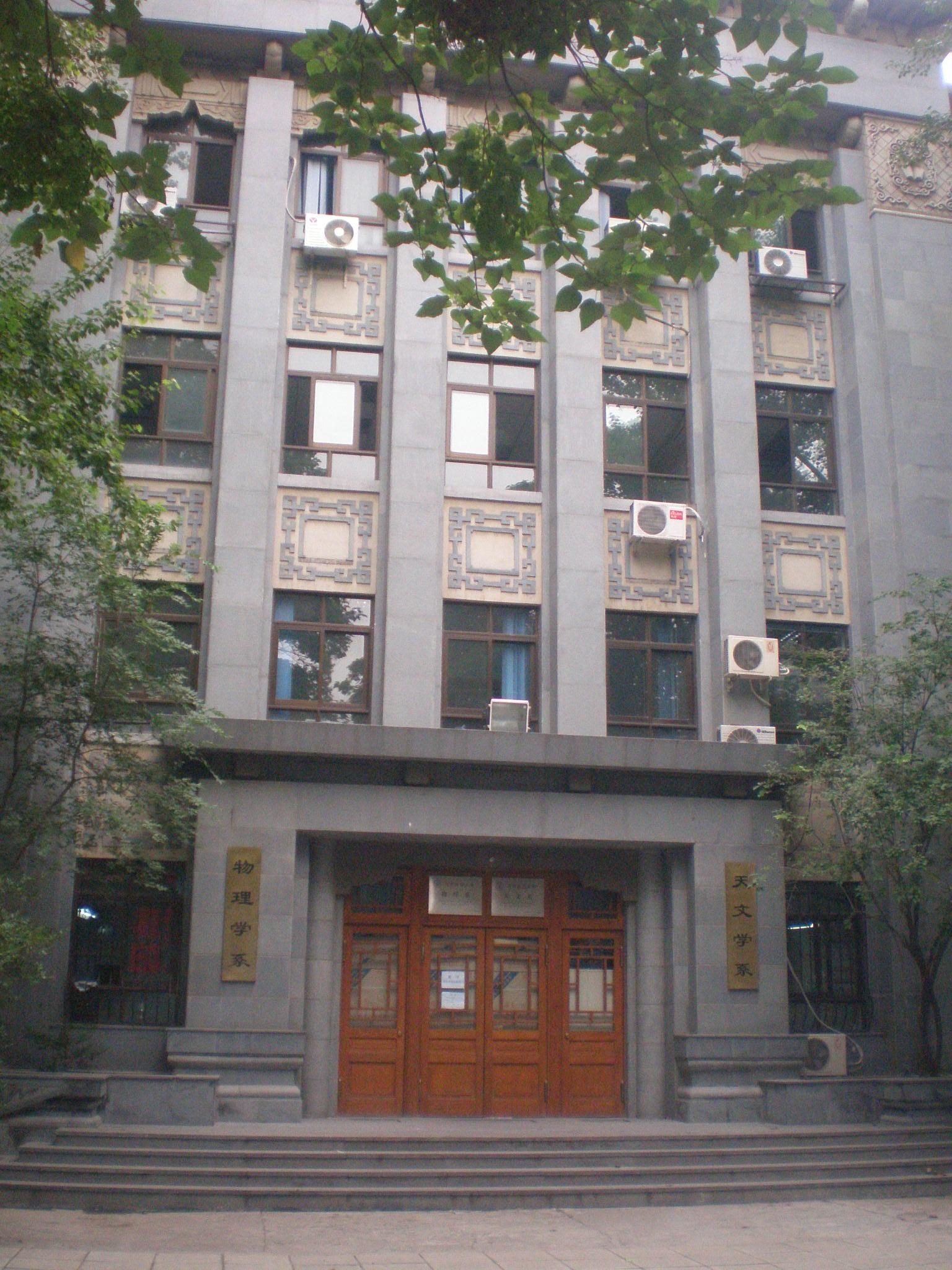
北京师范大学物理天文楼

北京师范大学天文系，创建于1960年，是中国大陆北方的第一个天文学院系。

## 历史[1]
1958年10月，天文教学小组被取消，改为由教师、学生、工人三结合的物理学系第三研究室，冯克嘉先生担任该室主要负责人。研究室成立时确定的研究方针是：科学研究应该结合教学，结合国家建设需求，应有明确的社会目的性，而太阳与国民经济关系甚为密切，因而确定开发太阳物理工作。为了建设这方面的设备，利用物理楼电梯通道建立了太阳塔，并为制造塔内全部光学仪器兴办了一个光学仪器厂，在众人日夜苦战、刻苦钻研下，北京师范大学物理系天文研究室拥有了一个集光学观测、分光观测和射电观测为一体的小型综合天文台。
1959年9月，北京师范大学光学仪器厂正式成立。同年10月，物理系主任金永龄在全系大会上正式提出：将物理系扩建成“四系、三所、一台”，四系指无线电电子学系、核物理学系、天文学系、物理学系，一台是北京师范大学教学用天文台。
1959年底，北师大副校长刘墉如，党委副书记、副校长马建民，物理系主任金永龄联合向教育部申请在北京师范大学建立天文系。1960年2月，教育部批准北京师范大学天文系正式成立。同年6月24日，教育部党组报呈国务院文教办和中宣部的《关于北京师范大学今后发展方向和方针任务的请示报告》中，明确将天文系的“天文物理专业”和“天文光学专业”列入北师大的专业设置方案。
天文系刚成立没有几年就经历了“文化大革命”。20世纪八九十年代，正值国家改革开放和大发展的时代，天文系抓住发展机遇，申请到了天体物理博士点，发展计算机和Email工作、当时成为学校Email中心，狠抓科学研究、坚持教学和科研共发展、出版了在国内很有影响力的教材，重视实习和学生的天文实践。90年代末，天文系进一步加强了和北京天文台等天文单位在人才培养和科学研究方面的工作，建立了联合基地。
2000年，北师大启动了“北师大百年校庆”有关筹备工作，北师大天文系本科81级毕业生朱进当时在国家天文台参加施密特望远镜CCD多天体测光研究工作并主持小行星CCD观测研究项目，希望将他发现的一颗小行星命名为“北师大星”。在时任北师大校长袁贵仁、天文系以及国家天文台相关负责同志的支持下，2001年国际天文学联合会小行星提名委员会正式批准后，由中国科学院国家天文台施密特CCD小行星项目组发现的国际编号为8050的小行星正式命名为“北师大星”，为师大百年校庆献礼，北京师范大学也成为国内继北京大学之后第二所大学获得小行星命名的高校。
进入21世纪，天文系观点探测研究室与物理系、低能所光学专业联合成立了北京市重点实验室，先后与国家天文台和云南天文台签署了共建天文学实践基地，并共建了80厘米“国家天文台—北京师范大学望远镜”（NBT）和60厘米“云南天文台—北京师范大学望远镜”（YBT）。2007年，天文系入选教育部特色建设专业，次年又入选北京市特色建设专业。期间天文系引进的教授在北师大参与了多项国际国内重大科研项目，多次主持自然科学基金重点项目，为天文系的发展做出了显著贡献。
2010年后，北师大天文系加入了学校“985”数理平台基地，使天体物理获批为北京市重点学科。同时增设了天文学博士后流动站，通过引进和培养，天文系国字头人才比例居全校前列，成为多项双边或多边国际合作项目的中方牵头单位。从10级开始，天文系进行了教学国际化的大胆尝试，全年级成建制出国研修，还参与了国际处牵头的和加拿大卡尔加里大学的2+2人才培养合作协议的签订，与荷兰莱顿大学天文台建立合作为本科生出国留学开辟新渠道。天文系注重实践教学，在物理楼顶增设了10太小望远镜组成的望远镜群，建设了校内互动式数字天象厅，启动了教十楼太阳塔的重建。2012年，天文系与国家天文台共建校外人才培养基地获得北京市立项，是全国高校首个省市级天文校外人才培养基地项目。
2018年，天文系获得一级学科博士学位授权点。天文系目前，北师大天文系与国家天文台、新疆天文台共建的慕士塔格50厘米望远镜即将投入使用，与国家天文台签署合作成立天体等离子体模拟联合实验室紧张顺利进行，引力波实验室进入实质建设阶段，1.9米望远镜项目立项也在推进中。2019年南苑F座新办公用房投入使用，同时提供给引力波团队500平方米实验用房，改善了天文系教职工的工作和实验环境。2017年，朱宗宏教授荣获教育波高等学校科学研究优秀成果奖自然科学二等奖；天文系团队科研成果获评中国十大天文科技进展。
2020年，北京师范大学天文系迎来新的甲子。2020年10月，由中国天文学会主办，北京师范大学天文系和北京天文学会承办的中国天文学会2020年学术年会在北京师范大学顺利召开。同年12月，天文系教师林琳与合作团队关于快速射电暴的研究成果获得Nature年度十大科学发现，次年获得我国2020年度十大天文科技进展。
2021年7月，北京师范大学与中国科学院国家天文台签署共建“北京师范大学天文与天体物理前沿科学研究所”合作协议，研究所为挂靠建制性科研机构，依托天文系建设管理。

## 现状
天文系系办位于北师大北太平庄主校区南院F座。大部分教研室和教室办公室位于教十楼二层、三层和四层，研究生实验室位于教十楼三层和教九楼五层。校内有三座天文台。现任系主任是仲佳勇教授，系党总支书记是李庆康教授。

### 教师队伍
天文系现有教职工41人，其中教学科研岗31人，教授20人，副教授6人，讲师5人，长江学者奖励计划特聘教授和国家杰出青年基金获得者1人，国家青年千人和优秀青年基金获得者6人，入选教育部新世纪优秀人才培养计划4人，北京市教学名师奖获得者2人。天文系天文学专业为教育部和北京市特色专业建设点，也是一级学科博士学位授权点。

### 学生情况
天文系本科每学年招生20人左右，学制4年。硕士研究生学制为2年或3年，学术学位博士研究生为3年，本科直博生为5年。

### 教学与科研
天文系有良好的科研氛围，本科生二年级开始可以申请“本科科研基金”跟随系内老师从事天文学科研工作。研究生按照负责的导师进行课题化培养。

#### 专业设置
- 本科
  - 天文学专业
- 硕士点三个专业
  - 天体物理学
  - 天体力学与天体测量学
  - 光学
- 博士
  - 天体物理学

#### 教研室、实验室
- 天体物理实验室
- 天文教学综合实验室
- 天文探测技术实验室
- 卫星精密定轨实验室
- 多波段天文数据中心
- 天文观测研究中心：建有三座天文台极其配套终端设备
- 天文学系光电探测研究室：与物理系、低能核物理研究所光学专业联合成立了北京市重点实验室——应用光学实验室

#### 研究所
- 北京师范大学天文与天体物理前沿科学研究所[7]

#### 天文台
- 科技楼顶天文台：建有半球型滑动圆顶，装配口径40厘米Meade望远镜。楼顶同时有一台2.3米口径小型射电望远镜
- 教九楼顶天文台：建有超半球型天窗式圆顶，装配口径40厘米望远镜
- 教十楼顶天文台：学生活动使用的小望远镜
- 北师大天文系慕士塔格50厘米高分辨率望远镜[9]
- 南山50厘米大视场全自动望远镜[10]
- 北师大慕士塔格1.9米光学望远镜[11]

#### 办学合作
- 与国家天文台联合设立天文研究基地
- 改造国家天文台兴隆观测站的85厘米口径反射望远镜，组建为国家天文台——北京师范大学望远镜（NBT）
- 与国家天文台云南天文台共建“天文望远镜及天文教学合作基地”
- 天文系宇宙学与地外文明研究团组与国家天文台(NAOC)500米口径射电望远镜(FAST)巡天团组及加利福尼亚大学伯克利分校(Berkeley)伯克利搜索地外文明科研中心(BSRC)签署三方合作搜索地外文明计划(SETI)协议[12]

### 学生活动
天文系学生团体包括学生会和天文学社。学生会组织全系学生的日常活动，天文学社是天文学爱好者社团，在北师大全校并联合北京市各高校开展天文和科技普及活动。天文系学生热爱体育运动，与哲学、社会、教育联队夺得了2019年北师大“太阳杯”足球冠军联赛冠军，与物理联队夺得了2019年、2021年北师大“星星杯”排球赛冠军、亚军。

## 杰出毕业生
- 朱进：北京天文馆馆长，中国天文学会科普委员会主任委员
- 姜晓军：观测专家，国家天文台兴隆观测站总工程师
- 蒋红涛：首席科学家， 美国宇航局（NASA） 喷气推进实验室（JPL）工程与科学部